# Graham Addley
Pour l’article homonyme, voir Addley.
Graham Addley (né en 1963) est un homme politique provincial canadien de la Saskatchewan. Il représente la circonscription de Saskatoon Sutherland à titre de député du Nouveau Parti démocratique de la Saskatchewan de 1999 à 2007.

## Biographie
Né à Loon Lake (en) en Saskatchewan, Addley fait son entrée à l'Assemblée législative de la Saskatchewan et devient vice-président de l'Assemblée. Il est coauteur de Press Councils and Democracy qu'il présente à la 41e Conférence régionale canadienne de l'Association parlementaire du Commonwealth au Nouveau-Brunswick en juillet 2002.
Nommé en 2000 au comité sur le contrôle du tabac, Addley s'implique dans le développement de recommandations pour transformer l'approche du gouvernement de la Saskatchewan dans le contrôle du tabac, entre autres en éliminant le dernier moyen d'approche des compagnies permettant la publicité pour les enfants. Contesté jusqu'en Cour suprême du Canada, la loi est maintenue en 2005 et des lois similaires deviennent rapidement adoptées à travers le pays et ailleurs dans le monde. En 2006, l'Association pulmonaire de la Saskatchewan lui présente l'Award of Merit pour récompenser son action et ses impacts sur la santé pulmonaire.
Nommé secrétaire législatif du premier ministre sur la prévention de l'abus de substances et leurs traitements  en janvier 2005, son action débouche sur le Healthy Choices in a Healthy Community Report et sur la stratégie Premier's Hope qui est honoré par le Centre canadien sur la dépendance et sur l'abus de substance (CCSA). Il entre au cabinet en tant que ministre des Services de santé de proximité et ministre responsable des Aînés. En 2007, s'ajoute le ministère responsable de Investment Saskatchewan Inc. et ministre responsable de la Corporation des services informatifs de la Saskatchewan.